# Reddingmuirhead
Reddingmuirhead est un village dans le Falkirk, en Écosse.